# Clearingmord
Clearingmord var hævndrab på kendte og vellidte danskere i den sidste del af besættelsen udført på vegne af - og beordret og planlagt af personel, der arbejdede for - Nazi-Tyskland. Når en tysk soldat eller dansk stikker blev dræbt af modstandsbevægelsen, udførte Petergruppen clearingmord. Det var kort sagt modterror mod den danske modstandsbevægelse.
Hitler gav i sidste halvdel af 1944 ordre til at ti civile skulle dræbes, hver gang én tysk soldat blev dræbt af sabotører. I Danmark blev forholdet én til én. Tyskerne begyndte med ofre, de ikke kunne lide. Det første clearingmord gik ud over den berømte og afholdte forfatter og præst i Vedersø Kaj Munk 4. januar 1944.
Flere læger blev myrdet, blandt andet en overlæge i Vejle og fire læger i Odense. Otto Bovensiepen deltog personligt i planlægningen af mordene. I alt blev der givet ordrer til mord på 16 danske læger. Bovensiepen havde ansvaret for de 15. Tre mord blev ved ordren. At Bovensiepen og den øvrige SS-ledelse tog del i planlægningen ses bl.a. ved, at Bovensiepen og SS-Obergruppenführer Günther Pancke i maj 1944 aftalte, at Bovensiepen skulle rejse til Odense for at deltage i begravelsen af en likvideret stikker for på nærmeste hold at kunne planlægge to clearingmord og nogle bombesprængninger som gengældelseaktion.
Omkring hundrede blev myrdet ved clearingmord. Senere gik tyskerne over til gadenedskydninger, hvor de skød en tilfældig fodgænger eller cyklist.
Clearingmordene som gadenedskydninger øgede terrorvirkningen og gjorde alle usikre. Målet var at vende den danske befolkning imod modstandsbevægelsen. Vagtlægerne var særligt udsatte, da de skulle på sygebesøg på alle tider af døgnet.
For at sammenhængen skulle fremgå, forlangte tyskerne, at aviserne bragte artikler om likvideringer og clearingmord over for hinanden på samme side i samme opsætning.

## Liste over clearingmord
(ikke komplet)

### 1944
30. december 1943 forsøger Petergruppen at myrde journalist og forfatter Christian Damm i København. Han såredes hårdt men overlevede.
- 4. januar 1944 – Kaj Munk myrdes af Petergruppen på Hørbylunde Bakke ved Silkeborg.
- 6. januar 1944 – Praktiserende læge, byrådsmedlem Willy Vigholt myrdes i sin konsultation i Slagelse. Mordet blev begået af folk fra Schalburgkorpset. Ordren til mordet blev givet af chefen for korpset, SS-Sturmbannführer K.B. Martinsen.
- 13. januar 1944 – Tandtekniker Leo Kæraa og hans britiskfødte hustru skydes i Aarhus af Gestapo med kriminalrat Schwietzgebel i spidsen som hævn for en stikkerlikvidering. Hustruen dør, men Leo Kæraa overlever.
- 31. januar 1944 – Petergruppen forøver mordforsøg på grev Brockenhuus-Schack og mord på politibetjent Falkenaa samme dag.
- 3. februar 1944 – Landsretssagfører Holger Christensen bliver skudt ud for Klintegaarden, Sankt Johannes sogn, af medlemmer af Petergruppen. Det er gruppens første clearingmord i Aarhus. Holger Christensen var enkemand og blev 56 år.
- 12. februar 1944 – Professor, dr.med. Erik Johan Warburg udsættes for mordforsøg af Petergruppen på Rigshospitalet. Mordet var omhyggeligt planlagt af Bovensiepen. Professoren undgik mirakuløst at blive ramt af Petergruppens projektiler.
- 3. marts 1944 – Petergruppen indsættes i en aktion i Odense, der skal hævne likvideringen af nazisten Carl Max Klitgaard: Adjunkt ved Odense Katedralskole Niels Foged forsøges myrdet i sit hjem på Aarestrupvej. Samme aften bliver politistationen på Flakhaven i Odense udsat for et bombeattentat, som koster en dansk betjent livet. Aktionen var planlagt af Fritz Himmel, som fik hjælp af Otto Schwerdt samt to andre tyskere. Angrebet på politistationen var angiveligt ikke planlagt på forhånd, men blev foreslået af Himmel, efter at attentatet mod Foged var slået fejl.[1]
- 4. marts 1944 – Petergruppen dræber kaptajn Gustav Blom Mackeprang på hans bopæl i Charlottenlund.[kilde mangler]
- 24. april 1944 – Praktiserende læge, kommunelæge, Stefan Jørgensen myrdes i sin konsultation i Gentofte. Mordet var planlagt af Bovensiepen. Petergruppen skød lægen på tæt hold i venteværelset.[kilde mangler]
- 26. maj 1944 – Hævn for likvideringen af stikkeren Harald Emil Sørensen: Bankdirektør Henning Hoffmann forsøges myrdet, netop som han er på vej ind af Domhusets hovedindgang, men han overlever attentatet. En time senere myrdes trælasthandler N.H. Hein, mens han opholder sig på sit kontor i Østergade. Drabet blev begået af Walther Gläsner og Fritz Himmel i samme tidsrum, som Bovensiepen deltog begravelsen af Harald Emil Sørensen.[1]
- 11. juli 1944 – Først på aftenen bliver den 66-årige grosserer Rasmus Hansen skudt ned i sit hjem i Kongensgade 9 af to af Petergruppens medlemmer, Josef Nolte og Willy Tage Strynbo. Drabet havde muligvis forbindelse til likvideringen af stikkeren Gunner Eliasen, der fandt sted den 27. juni.[1]
- 17. august 1944 – Fabrikant Marius Nykvist myrdes under en transport til Husmandsskolen af blandt andre Henning Brøndum.[1]
- 21. juli 1944 – Den vellidte kordegn Ejnar Asbo fra Dansk Samling myrdes af Petergruppen.
- 2. august 1944 – Billedskærer Otto Bülow myrdes i Helsingør af Petergruppen.
- 11. september 1944 – Forstander ved Odense Tekniske Skole Lars Christian Lomholt forsøges myrdet i Odense. Han bliver skudt gennem lungen, men overlever.[2][1]
- 7. oktober 1944 – Lægen Rikard Raetzel, en kendt og respekteret borger, dræbes i Aalborg af Petergruppen. Han blev om aftenen telefonisk kaldt til en patient i kvarteret ved Rosenlundsgade. Da lægen var på hjørnet af Rosenlundsgade og Aagade, hvor en stikker var blevet likvideret et par dage før, blev der fra mørket affyret 3 skud, der alle ramte ham i hovedet og var øjeblikkeligt dræbende. Bovensiepen havde givet ordre til, at der skulle myrdes mindst to læger, i Aalborg.
- 7. oktober 1944 – Samme eftermiddag myrdes i Aalborg ekspedient Christian Andersen. En mand kommer ind i "Den lille Butik" i Algade og affyrer et skud mod ekspedient Andersen, der dræbes på stedet. Attentatet var utvivlsomt tiltænkt forretningens indehaver, den tidligere formand for KU, købmand Jens Beck.
- 2. november 1944 – Grosserer Johan Havemann myrdes i sit hjem af Petergruppen. Han var nøje udvalgt.
- 9. november 1944 – Provisor ved Odense Svane Apotek, den 44-årige cand. pharm. Ulrich Dirchs, myrdes i Odense uden for sit hjem i Bangs Allé af en gruppe bestående af Bothildsen Nielsen, Aage Thomas Mariegaard, Kurt Heel og Horst Issel. Muligvis hævn for likvideringen af kontorist Helge Møller og købmand L. Rosendahl.[2][1]
- 13. november 1944 – Praktiserende læge, byrådsmedlem Poul Carstensen myrdes i Esbjerg af Petergruppen. Mens lægen var ved at køre bilen i garage, trådte gruppens anfører frem og bad lægen om at legitimere sig. Lægen efterkom orden og blev derpå skudt.
- 13. november 1944 – Samme dag skyder Petergruppen Esbjergbladets redaktør L.V. Jensen. Jensen skydes ned bagfra i trappeopgangen til sin bopæl, Kongensgade 3, kl. 18.40, på vej hjem fra redaktionen. Han dør den 16. november på hospitalet.
- 20. november 1944 – Gartner J.V. Yde bliver skudt i sin forretning i Aarhus.
- 23. november 1944 – Ingeniør Svend Aage Spelling myrdes i sit hjem i Aarhus af et medlem af Petergruppen og en lokal ansat ved Gestapo i Aarhus, Arne Bisp, der skyder ingeniøren.
- 24. november 1944 – Teologen Egon Johannesen myrdes i sit hjem i Brønshøj af mænd fra Petergruppen.
- 30. november 1944 – Formand ved Aarhus Kommune August Julius Petersen bliver dræbt på hjørnet af Fuglsangs Allé og Høgevej i Aarhus på vej til arbejde af medlemmer af Petergruppen.
- 30. november 1944 – Arkitekt Povl Stegmann myrdes af Petergruppen foran sin lejlighed på Vesterbro i Aalborg.
- 7. december 1944 – I Aarhus bliver formand for Malernes Fagforening Albert Andersen og forretningsfører i Malernes Kooperative Forretning Albertus Rasmussen skudt ned på vej til arbejde af Petergruppen.
- 19. december 1944 – Den 47-årige journalist ved Aarhus Amtstidende Morten Sørensen bliver dræbt i Aarhus, da han på Frederiksberg Torv rammes af en serie skud, der affyres fra en bil. Der er tale om et clearingdrab.
- 20. december 1944 – Tre bevæbnede mænd fra Petergruppen, deriblandt Kai Henning Bothildsen Nielsen, trænger ind på Aalborg Amtstidendes redaktion og skyder forretningsfører Evald Carlsen. Skuddene var formentlig tiltænkt redaktør P.C. Jacobsen.
- 29. december 1944 – Skuespiller Bent von Müllen myrdes uden for Odense Teater af Bothildsen Nielsen og to medhjælpere. Oprindeligt var tanken, at von Müllen og Arne-Ole David skulle skydes ned på scenen, men i sidste øjeblik blev planen ændret til nedskydning af von Müllen ved teatrets bagindgang. Muligvis hævn for likvideringen af grosserer Hartvig Larsen.[2][1]

### 1945
- 13. januar 1945 – I Skipper Clements Gade i Aalborg findes dyrlæge og tidligere borgmester Axel Richardt Møller fra Brønderslev liggende dræbt i sin bil, ramt af 7-8 skud i hovedet. På landevejen ved Bouet i nærheden af Nørresundby findes dyrlæge Møllers assistent, dyrlæge Vagn Ole Larsen, dræbt af flere skud gennem hovedet.
- 24. januar 1945 – Ifm. sprængningen af Carl Allers Etablissement i Valby skydes vagtmester Ernst Tommy Liljeqvist.
- 20. februar 1945 – Fire reservelæger myrdes i Odense af Petergruppen: Henning Dalsgaard, Jørgen Hvalkof, Christian Fabricius Møller og Henning Ørsberg. Tre maskerede mænd trænger ind i lægeboligen på Odense Amts og Bys Sygehus, hvor de henvender sig til fire tilfældige læger. De findes senere skudt på den nederste trappeafsats i opgang 2. Bovensiepen havde beordret Petergruppen til at udføre en række clearingmord i Odense. Et af kravene fra ledelsen i København havde været, at der skulle skydes mindst otte læger. Mordpatruljen ringede på dørene i opgangen, hvor reservelægerne boede. Efterhånden som lægerne lukkede op, blev de ført ned i stueetagen. Ved udgangen blev de beordret til at stille sig med ansigtet mod væggen. De fire mordere stillede sig bag hver sin læge, og på et signal blev lægerne samtidigt dræbt ved nakkeskud.

Overlæge Poul Kühnel forsøges myrdet på Odense Sygehus. Overlægen havde mistanke om, at han var efterstræbt af tyskerne og sov derfor i et værelse øverst i bygningen med lægeboligerne. Han nåede at skjule sig i et skunkrum, og Petergruppen fandt ham ikke.
Samme dag myrder gruppen, også i Odense, konsul Gustav Christgau i dennes villa på Hunderupvej 220, og elektroinstallatør Valdemar Petersen, Middelfartvej 55, myrdes i sin forretning. Løjtnant Vagn Tang myrdes også.

Teaterdirektør Helge Rungwald forsøges myrdet, men bliver kun såret.

- 21. februar 1945 – Købmand Kay Schmidt myrdes om eftermiddagen i sin forretning på Sct. Pauls Plads i Århus af Petergruppen.
- 22. februar 1945 – Petergruppen bomber forskellige lokaliteter i Århus, og en forbipasserende, Egon Weiling Christensen, der ser Petergruppen placere bomberne, bliver myrdet. Tidligere på dagen har Petergruppen myrdet Oswald Christensen og Kristian Lykke Kristensen.
- 23. februar 1945 – Repræsentant Sølling Fynboe skydes tæt på sit hjem i Aarhus.
- 28. februar 1945 – HIPO-folk myrder i Aarhus to medlemmer af byvagten, der vil anholde en tysk soldat, der har stjålet en harmonika.
- marts 1945 – Schiøler-gruppen får af den dansk-tyske politiorganisation "Efterretningstjenesten" til opgave at myrde socialminister Laurits Hansen. Gruppen tøver dog så meget uden for Hansens hus, at ministeren får tilkaldt vagtværnet, og gruppen fortrækker.[3]
- 22. marts 1945 – To danske nazister kidnappes af modstandsfolk i en frugthandel i Nansensgade, København. Ib Gerner Ibsen fra Schiøler-gruppen skyder efterfølgende frugthandleren, da han ankommer i sin bil. Han dør senere på hospitalet.[3]
- 25. marts 1945 – Bevæbnede mænd trænger ind i præsteboligen ved Zionskirken i Esbjerg og myrder pastor Poul H. Bentzen, mens han ligger i sin seng. Det er medlemmer af Petergruppen, der hævner en begravelsestale, som Bentzen holdt over en dræbt modstandsmand.
- 26. marts 1945 – To overlæger i Vejle myrdes om morgenen af Petergruppen: Overmedikus, dr.med. Johannes Buchholtz og overkirurg Paul Fjeldborg, begge ved Vejle Amts og Bys Sygehus, skydes ned i deres hjem. Førstnævnte i sit hjem på Jellingvej, mens sidstnævnte blev ført ud på gangen og skudt, mens fru Fjeldborg blev beordret til at blive i soveværelset. Samme dag blev overlæge Viktor Jørgensen fra Vejle Sygehus forsøgt myrdet. Patruljen trængte også ind i soveværelset hos ham, men han var blevet advaret i sidste øjeblik og var flygtet ud ad havedøren i slåbrok.
- 26. marts 1945 –  banenæstformand Karl Egon Sejr nedskydes i Kattrup, Kolt sogn ved Århus, af Petergruppen. Han var gift og blev 32 år på nær 3 dage.
- 29. marts 1945 – Redaktør Børge Schmidt, Aarhus Stiftstidende, bliver myrdet i sit hjem af Petergruppen.
- 10. april 1945 – Præsten Tage Schack myrdes ved sin kirke, Simon Peters Kirke, på Amager af Lorenzen-gruppen.
- 11. april 1945 – I Aarhus skydes to medlemmer af byvagten på Lille Torv af lokale tyskerhåndlangere. Den ene overlever trods svære kvæstelser.
- 19.-22. april 1945 – "Bombenatten", eller rettere -nætter, i anledning af Hitlers fødselsdag (datoangivelse uklar):

Lorenzen-gruppen og andre HIPO-grupper myrder 12 personer, udfører drabsforsøg og forøver hærværk. Ordren til denne terrornat var kommet fra tyskerne, men man har endnu ikke klarhed over, om bagmanden var Bovensiepen eller en anden. Hipomændene havde tyske "køresedler" på hver eneste af nattens ugerninger.
Den 20. april myrdes bladhandler Einer S. Nielsen i Odense. I Odense forøver gruppen desuden mislykkede drabsforsøg på: Dommer Erik Lunøe, møller Hans Petersen og møller Frank Petersen.
Turnéen den 20. april i København begyndte med, at fem Lorenzenmænd kørte ud på Strandvejen, hvor Lorenzen og en kammerat forøvede attentat mod en cigarbutik, mens to andre af bandens medlemmer opsøgte overingeniør Robert Christensen fra Burmeister & Wains skibsværft, der boede i ejendommen Hellerupvej 8. De ringede på, men ingen lukkede op. Derefter sprængte de entrédøren og masede ind i soveværelset, hvor de dræbte overingeniøren, mens han endnu lå i sengen. Resten af turen var Lorenzen kun chauffør. Forsøg på at myrde operasanger Marius Jacobsen og højesteretssagfører Bunch-Jensen mislykkedes. Hos operasanger Marius Jacobsen brød revolvermændene ind gennem et verandavindue og skød på ham, ligeledes i sengen. Marius Jacobsen blev ramt i skulderen, men ikke såret alvorligt. En times tid senere søgte de at trænge ind i skuespiller Ebbe Rodes lejlighed, Frederiksberg Allé 40. Der var imidlertid ingen hjemme i lejligheden, og da Vagtværnet, som var tilkaldt af beboerne, kom til stede, havde mændene fjernet sig. Ved midnatstid blev der ringet på hos højesteretssagfører Bunch-Jensen, Blidah Park 29,2. Da højesteretssagføreren ikke lukkede op, blev der skudt gennem døren. Ikke mindre end 8 skud placeredes omkring Yalelåsen, som derved blev sprængt, men sikkerhedskæden holdt. Højesteretssagføreren råbte inde fra lejligheden, at han var blevet ramt, og et øjeblik senere trak mændene sig tilbage. Højesteretssagføreren var imidlertid uskadt, men måtte sammen med sin søster køres til sygehuset, da de begge havde fået et chok.
De gjorde holdt på Ellegårdsvej 80, hvor tre af mændene ved ettiden om natten trængte ind hos urmager Aksel Brinkmeyer-Jensen. De ringede på, og urmageren lukkede selv op. Han blev derefter skudt ned og var død på stedet. Den dræbte blev bragt til Gentofte Amtssygehus.
Derfra kørte de til Sankt Kjelds Plads 2, hvor de affyrede seks skud mod assurandør Aage Johan Milfeldt, som også blev dræbt på stedet. Mens to af bandens medlemmer forøvede dette mord, bombede to andre en cykelforretning i stuen. De skulle også have skudt en mand i Ragnhildgade, men kunne ikke finde den rigtige adresse. Derefter sluttede tournéen med bombning af Rådhuskroen i Løngangsstræde.
Den 21. april blev byretspræsident Thorkil Myrdahl myrdet af gruppen.
Ved 2-tiden natten til søndag den 22. april blev der ringet på hos overretssagfører Peter Paulsen, Dyrehavevej 6 i Klampenborg. Overretssagføreren gik ud, men lukkede ikke op. I næste øjeblik affyredes en salve på 8-10 skud gennem døren i højde med underlivet, men overretssagføreren havde stillet sig således, at han ikke blev ramt af kuglerne, og da han skreg, troede gerningsmændene formentlig, at han var blevet ramt. De forsvandt i en lille benzindrevet bil, som havde stået nedenfor med slukkede lygter. Overretssagføreren fik et chok og måtte indlægges på et hospital.
Om mordet på hr. og fru Schjørring Thyssen ved firetiden om morgenen den 22. april er det oplyst, at landsretssagføreren og hans hustru skulle anholdes efter ordre fra Lorenzen, som ikke var med i aktionen. Peter Schjørring Thyssen havde søgt tilflugt på altanen, hvorfra han med et jagtgevær fyrede mod morderne. Derved skød han næsen af en af dem, en mand ved navn Holger Hansen, som derefter dræbte landsretssagføreren. Et andet bandemedlem, Erik Rasmussen, siger, at han dræbte fruen, fordi hun lå og var såret.
Helga og J.P. Månsson blev også myrdet. I Ny Adelgade 12 blev forgylder Henning Charles Andersen dræbt af skud i nakken, og i Frankrigshuse 3,3, blev en anden mand, Edmund S. Rasmussen, dræbt af skud. Fru Mary Rasmussen blev samtidig såret i højre ben.
En lang række restauranter og butikker i København angribes med bomber. I ejendommen Danshøjvej 5 blev der kastet en håndgranat ind i viceværtens lejlighed i stuen.
I Svendborg blev prokurist Harald Halberg og tobaksfabrikant Otto Halberg myrdet den 21. april.

## Eksterne referencer
- [//da.wikipedia.org/w/index.php?title=Wikipedia:Artikler_med_d%C3%B8de_eksterne_henvisninger&dwl=http://www.esbjergbyhistoriskearkiv.dk/leksikonalfa.asp?fuldtekst=Minde+om+bes%E6ttelsestiden Webside ikke længere tilgængelig], Søg i webarkiv:  [http://wayback.web.archive.org/web/*/http://www.esbjergbyhistoriskearkiv.dk/leksikonalfa.asp?fuldtekst=Minde+om+bes%E6ttelsestiden Esbjerg under Besættelsen – Esbjerg Byhistoriske Arkiv]
- Dagbog fra Besættelsen i Århus – Jyllands-Posten
- S. Riber Kristensen, "Clearingmord på danske læger 1944-45", Historisk Tidsskrift, 2005. Online Arkiveret 19. juli 2011 hos  Wayback Machine
- Daglige Beretninger om Begivenheder under den tyske Besættelse Arkiveret 29. marts 2019 hos  Wayback Machine, København: Bianco Luno 1946, kapitel 4, 4. del.